# Cardeal (Elias Fausto)
Cardeal é um distrito do município brasileiro de Elias Fausto, que integra a Região Metropolitana de Piracicaba, no interior do estado de São Paulo.

## História

### Origem
O povoado que deu origem ao distrito se desenvolveu ao redor da estação ferroviária, inaugurada pela Estrada de Ferro Sorocabana em 01/01/1909 em terras da Fazenda Santa Idalina, de propriedade do português José Rodrigues Cardeal, que havia mandado erigir uma capela na região.

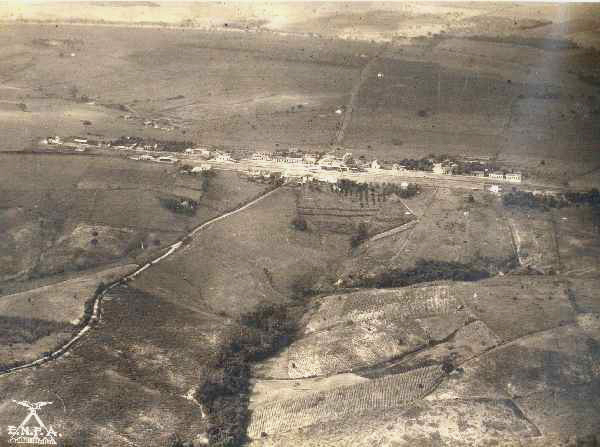
Vista aérea (1940).

### Formação administrativa
- Distrito policial de Cardeal criado em 28/03/1935 no município de Monte Mor[4].
- Pelo Decreto-Lei n° 14.334 de 30/11/1944 foi transferido para o novo município de Elias Fausto[5].
- Decreto nº 18.395-B de 13/12/1948 - Cria a 2.ª subdelegacia de policia na localidade conhecida por Cardeal, no distrito e município de Elias Fausto[6].
- Distrito criado pela Lei n° 233 de 24/12/1948, com o povoado do mesmo nome mais terras do distrito sede de Elias Fausto[7][8].

### Pedido de emancipação
O distrito tentou a emancipação político-administrativa e ser elevado à município, através de processo que deu entrada na Assembléia Legislativa do Estado de São Paulo no ano de 1996, mas o processo encontra-se com a tramitação suspensa.

## Geografia

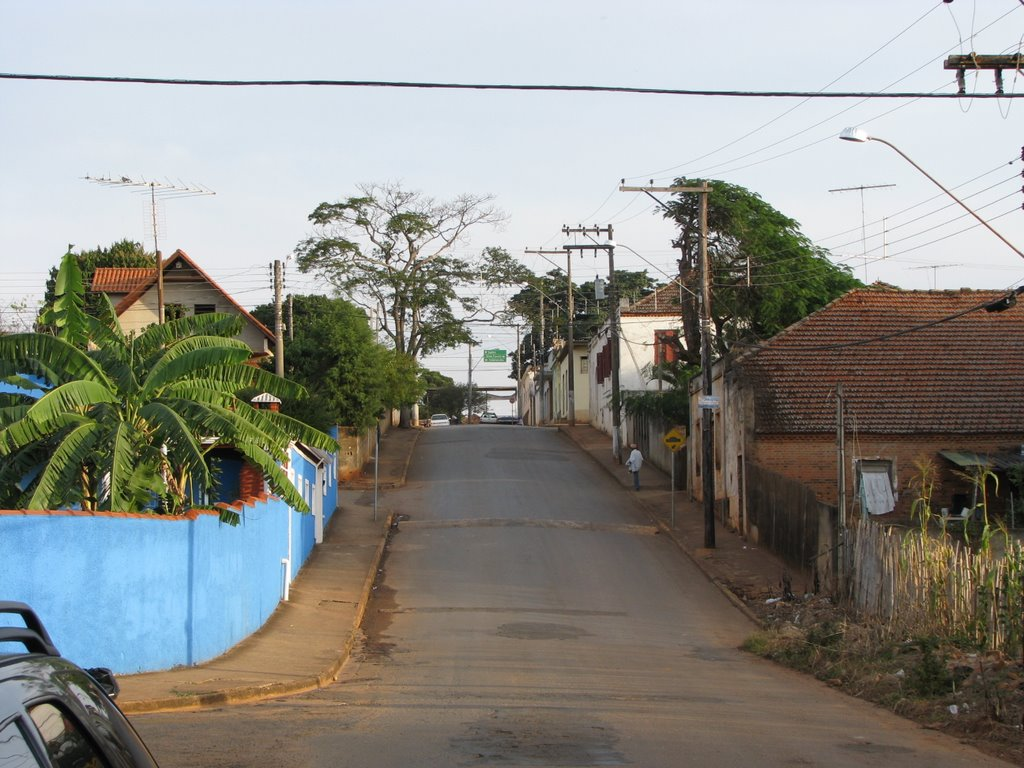
Aspecto local.

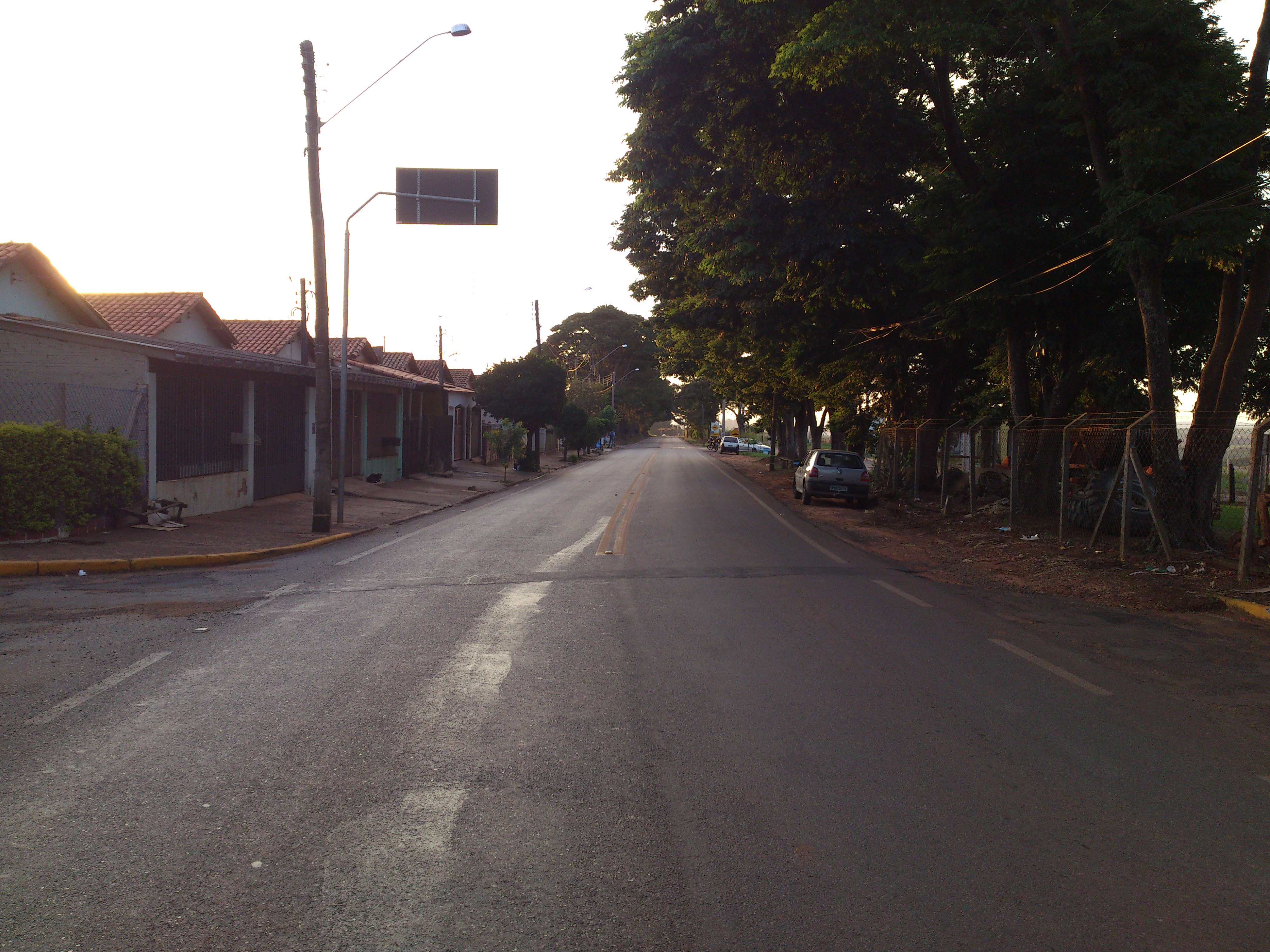
Aspecto local.

### Demografia

#### População urbana
| Crescimento população urbana | Crescimento população urbana | Crescimento população urbana | Crescimento população urbana |
| Censo                        | Pop.                         |                              | %±                           |
| ---------------------------- | ---------------------------- | ---------------------------- | ---------------------------- |
| 1950                         | 383                          |                              | —                            |
| 1960                         | 457                          |                              | 19,3%                        |
| 1970                         | 841                          |                              | 84,0%                        |
| 1980                         | 816                          |                              | −3,0%                        |
| 1991                         | 1 295                        |                              | 58,7%                        |
| 2000                         | 1 497                        |                              | 15,6%                        |
| 2010                         | 2 101                        |                              | 40,3%                        |
| Fonte: IBGE e Fundação SEADE |                              |                              |                              |

#### População total
Pelo Censo 2010 (IBGE) a população total do distrito era de 2 704 habitantes.

### Área territorial
A área territorial do distrito é de 41,324 km².

### Expansão urbana

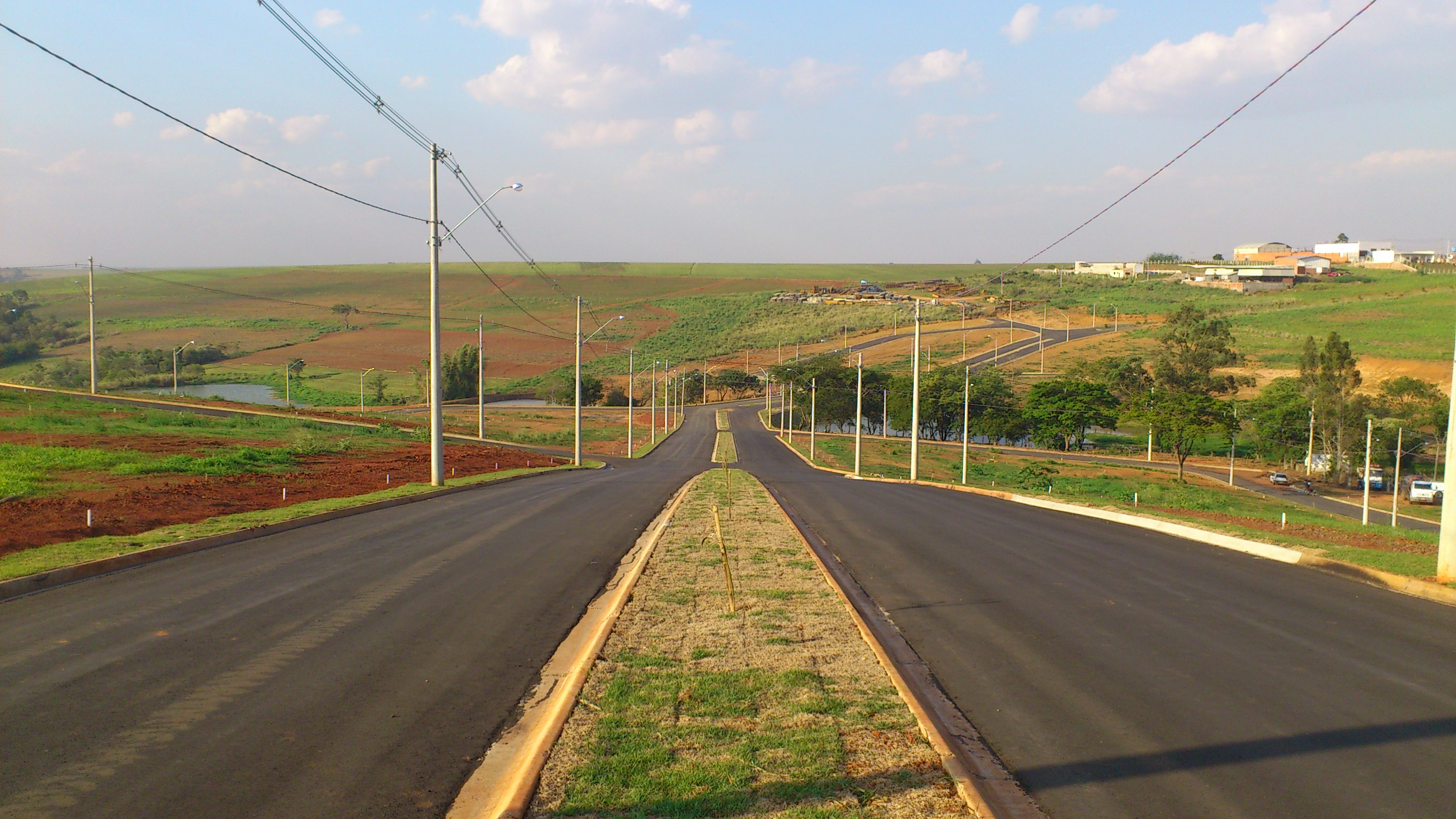
Expansão urbana do distrito.

O distrito tem apresentado processo de expansão urbana nos últimos anos, com a inauguração de vários loteamentos, como o Jardim dos Lagos e os planejados Residencial Sport Lírios dos Vales e Jardim América.
Também foi implantado no distrito o Condomínio Aeronáutico Santos Dumont, loteamento que tem por diferencial um aeródromo privado, com 1.200 metros de comprimento por 30 metros de largura, pavimentado e balizado para condições de uso noturno.

### Rodovias
O distrito possui acesso através de estradas vicinais à Rodovia Jornalista Francisco Aguirra Proença (SP-101) e as cidades de Elias Fausto, Indaiatuba e Monte Mor. 

## Serviços públicos

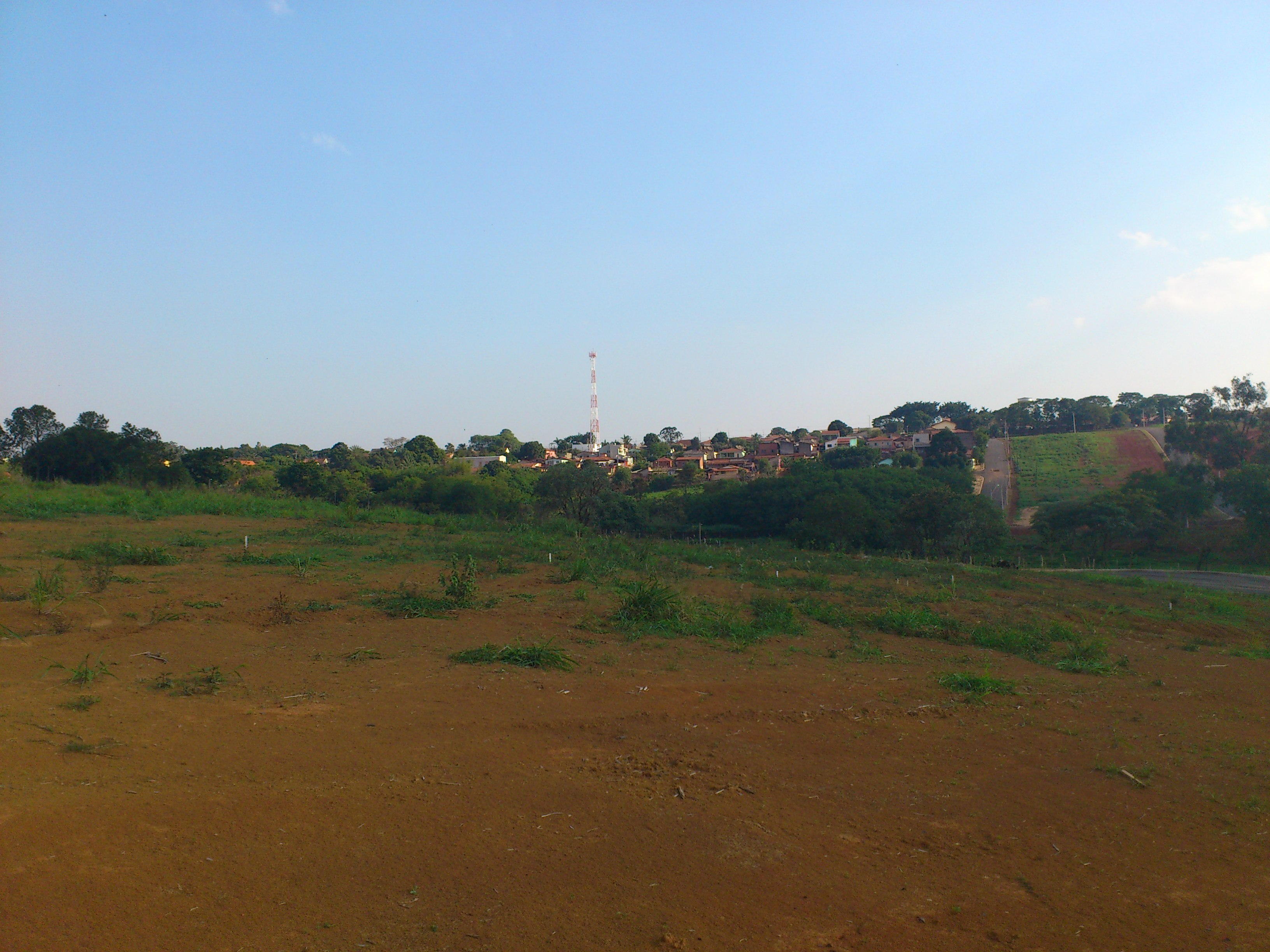
Vista do distrito.

### Registro civil
Atualmente é feito na sede do município, pois o Cartório de Registro Civil das Pessoas Naturais do distrito foi extinto pela Resolução nº 1 de 29/12/1971 do Tribunal de Justiça do Estado de São Paulo, e seu acervo foi recolhido ao cartório do distrito sede.

### Saneamento

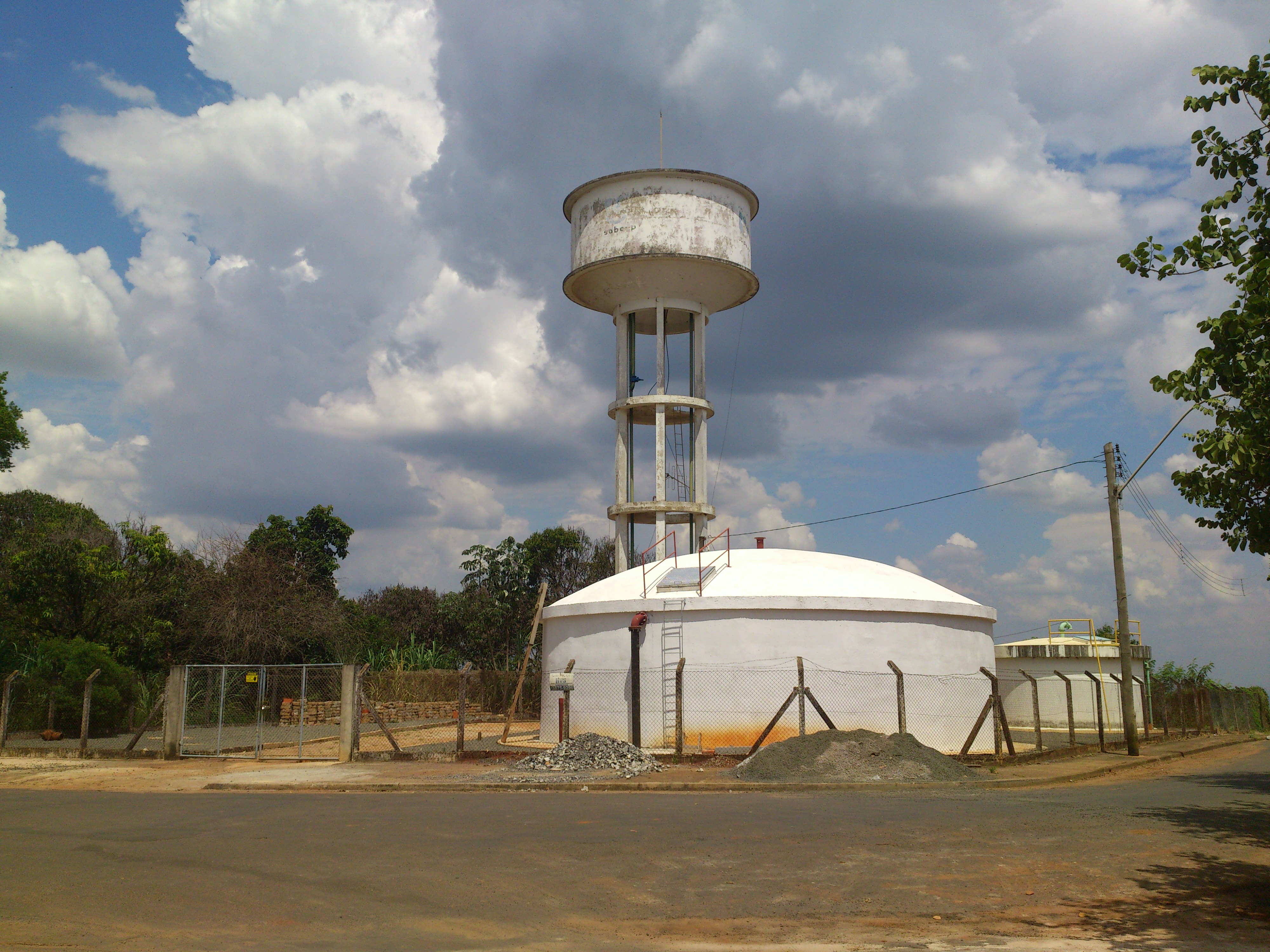
Caixa d'água da Sabesp.

O serviço de abastecimento de água é feito pela Companhia de Saneamento Básico do Estado de São Paulo (SABESP).

### Energia
A responsável pelo abastecimento de energia elétrica é a CPFL Paulista, distribuidora do Grupo CPFL Energia.

### Telecomunicações
O distrito era atendido pela Telecomunicações de São Paulo (TELESP) através da central telefônica de Elias Fausto. Em 1998 esta empresa foi vendida para a Telefônica, que em 2012 adotou a marca Vivo para suas operações.

## Atividades econômicas

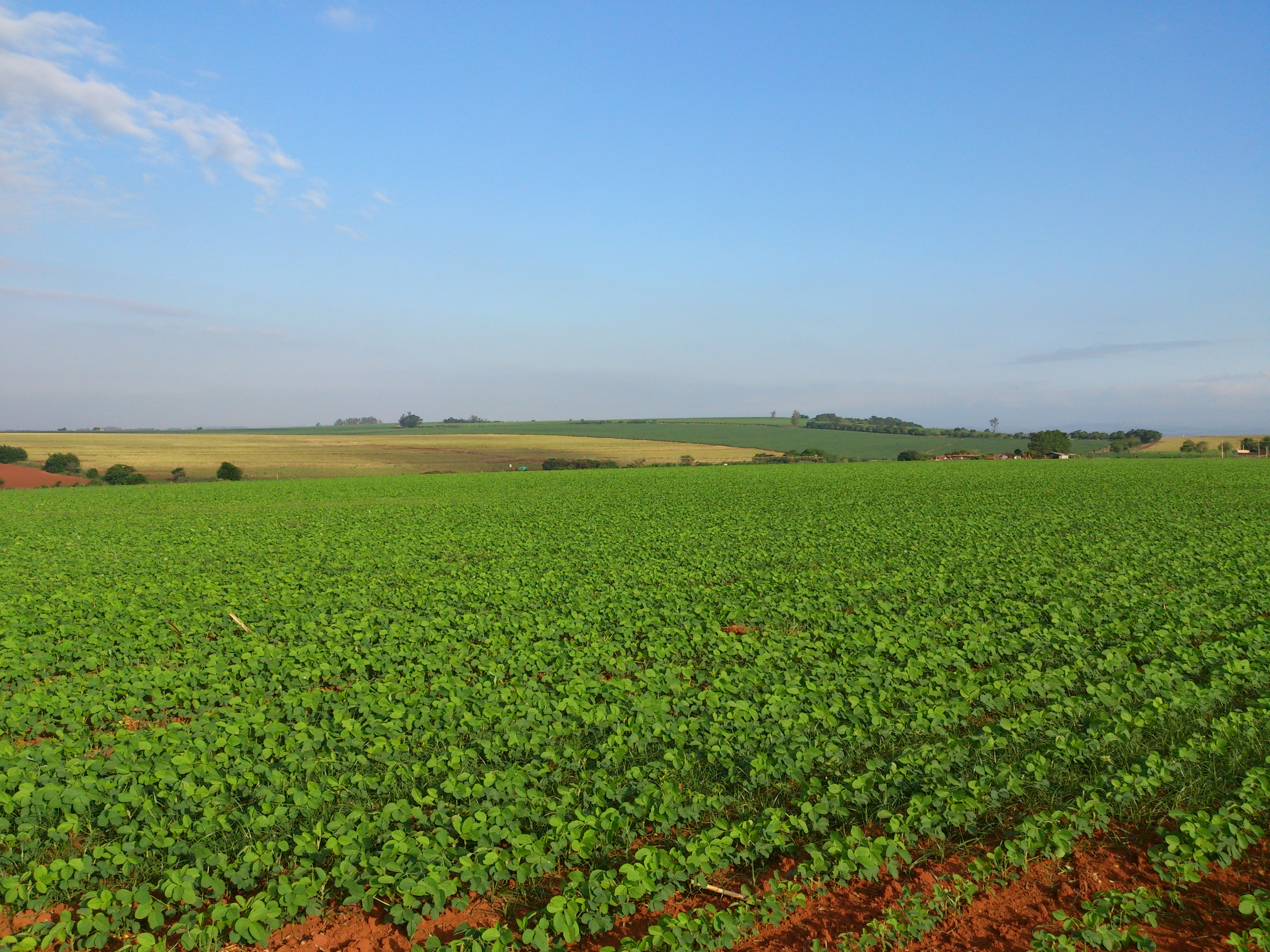
Plantação em Cardeal.

### Produção de uva
Nos últimos anos os produtores rurais de Cardeal vem adotando cada vez mais a produção de uva de mesa, entre elas a BRS Vitória, uma variedade de uva sem semente que está tendo boa aceitação no mercado consumidor por conta de seu sabor aframboesado e doçura. 

## Religião
O Cristianismo se faz presente no distrito da seguinte forma:

### Igreja Católica
- A igreja faz parte da Arquidiocese de Campinas[23].

### Igrejas Evangélicas
- Congregação Cristã no Brasil[24].